# MenuetOS
MenuetOS — операційна система, яка повністю написана на мові асемблера і вміщається на одну дискету. Не базується на жодній з відомих архітектур операційних систем (як то DOS, Windows, UNIX тощо). Операційна система MenuetOS має свій власний програмний інтерфейс (API), який зручний для створення застосунків для цієї системи на мові асемблера. Система багатозадачна, багатопотокова, має графічний інтерфейс користувача, підтримку протоколу TCP/IP для роботи локальних мереж та інтернету.
На базі цієї системи програмісти з країн колишнього СРСР створюють власну ОС KolibriOS.

## Особливості MenuetOS
- Витискальна багатозадачність, багатонитковість, захист пам'яті ring-3
- Графічний інтерфейс (роздільна здатність до 1280x1024, 16 мільйонів кольорів)
- Інтегроване середовище розробки: редактор, макроасемблер для збору ядра і застосунків
- TCP/IP стек з драйверами loopback, ethernet і PPP
- Мережеві застосунки, які включають сервери ftp/http/smtp і клієнти irc/http/nntp/tftp
- Вікна застосунків довільної форми
- Вибірка даних в реальному часі
- Вміщається на одній дискеті
- Для запуску MenuetOS досить 16 MB пам'яті і відеокарти, що підтримує стандарти VESA 1.2 чи VESA 2.0
- Підтримка X.Org Server.[1]
- Пдтримка програм у вигляді ELF файлів, які працюють як в MenuetOS, так і в Linux.[2]